# Comuna Morozivka, Brusîliv
Morozivka (în ucraineană Морозівська сільська рада) este o comună în raionul Brusîliv, regiunea Jîtomîr, Ucraina, formată din satele Malînivka și Morozivka (reședința).

## Demografie
Componența lingvistică a satului Morozivka
     Ucraineană (93,46%)
     Rusă (5,78%)
     Alte limbi (0,68%)
Conform recensământului din 2001, majoritatea populației satului Morozivka era vorbitoare de ucraineană (93,46%), existând în minoritate și vorbitori de rusă (5,78%).